# Ludmila Zábršová-Molínová
Ludmila Zábršová-Molínová (* 1. října 1949) je česká divadelní, filmová a dabingová herečka.
Ludmila Zábršová-Molínová se narodila 1. října 1949. Vystudovala loutkoherectví na DAMU v Praze. Po studiích nastoupila do pražského dětského Divadla bez opony (Albatros), dále hrála v divadle Ateliér, v Ústředním loutkovém divadle, v divadle Semafor (ve skupině Josefa Dvořáka), v Divadelní společnosti Josefa Dvořáka, a také v Hudebním divadle Karlín. Od roku 1997 je ve svobodném povolání a hostuje ponejvíce v televizi.

## Kariéra
Jako herečka se představila v mnoha menších nebo epizodních rolích. Na televizních obrazovkách se poprvé objevila v roce 1982, a to ve filmu Slečna se špatnou pověstí. Mezi její nejznámější seriálové role patří zdravotní sestra v seriálu Ulice nebo paní Vopršálková ze seriálu Ohnivý kuře.

### Muzikál
- Elton John: Billy Elliot (role: babička), Divadlo J. K. Tyla v Plzni

### Dabing (výběr)
- Lívie ve filmech Auta, Auta 2 a Auta 3,
- ředitelka McGeeová v muzikálu Pomáda
- Roz v Příšerkách s.r.o. a Univerzitě pro příšerky.